# Sonnenfinsternis vom 23. Dezember 447
Die Sonnenfinsternis vom 23. Dezember 447 war eine totale Sonnenfinsternis, die in weiten Teilen Europas sichtbar war.

## Beschreibung
Der Kernschattenbereich begann an der Ostküste Nordamerikas nahe Prince Edward Island, überquerte den Atlantik, traf dann um die Mittagszeit bei Portugal auf Europa, überstrich danach Spanien, Frankreich und Deutschland und endete schließlich in der Ostsee, nahe Gotland. Die Finsternis gehört zum Saroszyklus 97.

## Historische Beobachtungen
Über diese Sonnenfinsternis und eine weitere vom 19. Juli 418  berichtet Hydatius von Aquae Flaviae, der bei Chaves in Portugal lebte.  Da zwei Sonnenfinsternisse mit einem gleichen zeitlichen Abstand an diesem Ort kein zweites Mal vorkamen, erlaubt diese Sonnenfinsternis eine zweifelsfreie, absolute Datierung.